# Mark Shuttleworth
Mark Shuttleworth, né le 18 septembre 1973 à Welkom (État libre d'Orange), est un entrepreneur anglo-sud-africain principalement connu pour avoir créé Canonical Ltd. qui développe le système d'exploitation Ubuntu. Il fut également l'un des premiers touristes de l'espace et le premier citoyen africain à voyager dans l'espace,.

## Biographie
Mark Shuttleworth est né à Welkom, en Afrique du Sud, d'un père chirurgien et d'une mère professeur dans une école d'infirmière.
Il étudie les finances et la gestion des systèmes d'information à l'université du Cap après avoir suivi des études au Diocesan College (en).
En 1995, il fonde Thawte, société spécialisée dans la sécurité internet. Il vend cette dernière en 1999 à VeriSign pour 570 millions de dollars. Shuttleworth crée alors HBD Venture Capital — une société de capital risque — et la Shuttleworth Foundation, qui crée des projets éducatifs en Afrique du Sud.
Ex-développeur Debian au milieu des années 1990, il retourne au monde GNU/Linux en permettant la création d'Ubuntu en 2004. Son objectif avoué avec cette nouvelle distribution Linux est de populariser ce système d'exploitation via sa société Canonical Ltd. En 2005, il fonde la Ubuntu Foundation et lui apporte une contribution initiale de 10 millions de dollars. La fondation a pour but de rémunérer les développeurs d'Ubuntu.

### Vol dans l'espace

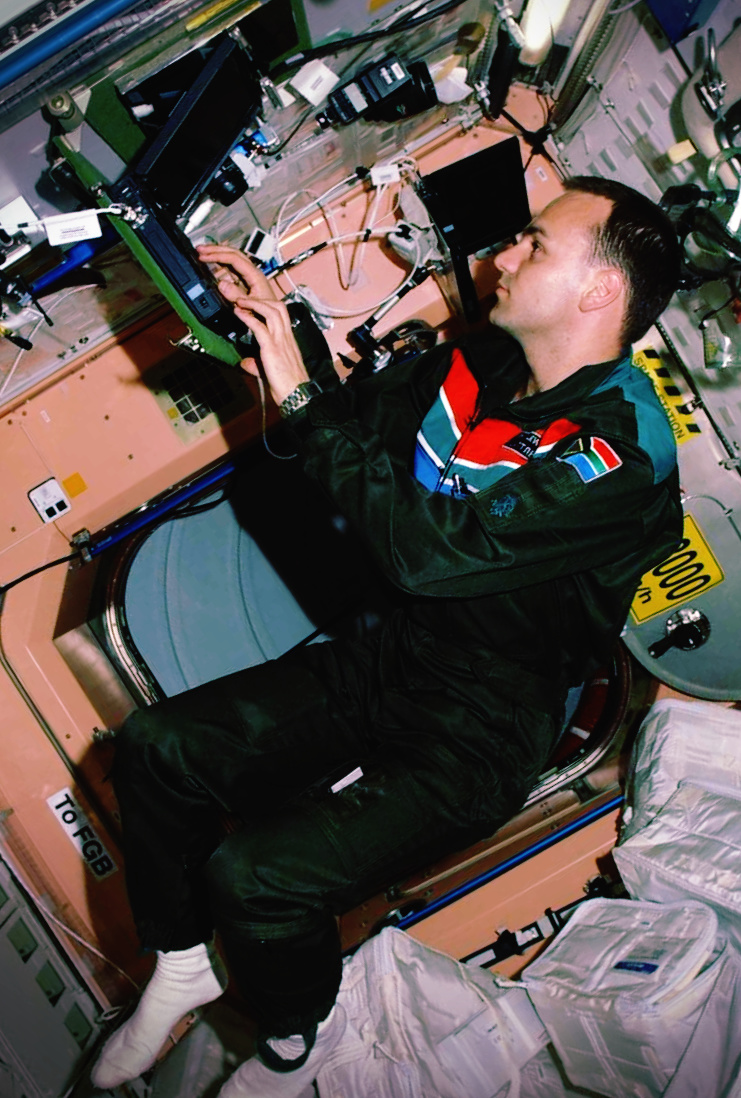
Mark Shuttleworth utilisant un PC dans la Station spatiale internationale.

Le 25 avril 2002, Shuttleworth prit part à la mission russe Soyouz TM-34, en tant que touriste de l'espace, pour la somme approximative de 20 millions de dollars américains. Deux jours plus tard, le vaisseau spatial Soyouz arriva à la Station spatiale internationale, où Shuttleworth passa huit jours, participant à des expériences relatives à la recherche sur le sida et le génome. Le 5 mai, il regagna la Terre à bord de Soyouz TM-33. Afin de participer à ce vol, Shuttleworth dut s'entraîner et se préparer pendant un an, dont sept mois à la Cité des étoiles de Moscou.

## GNU/Linux

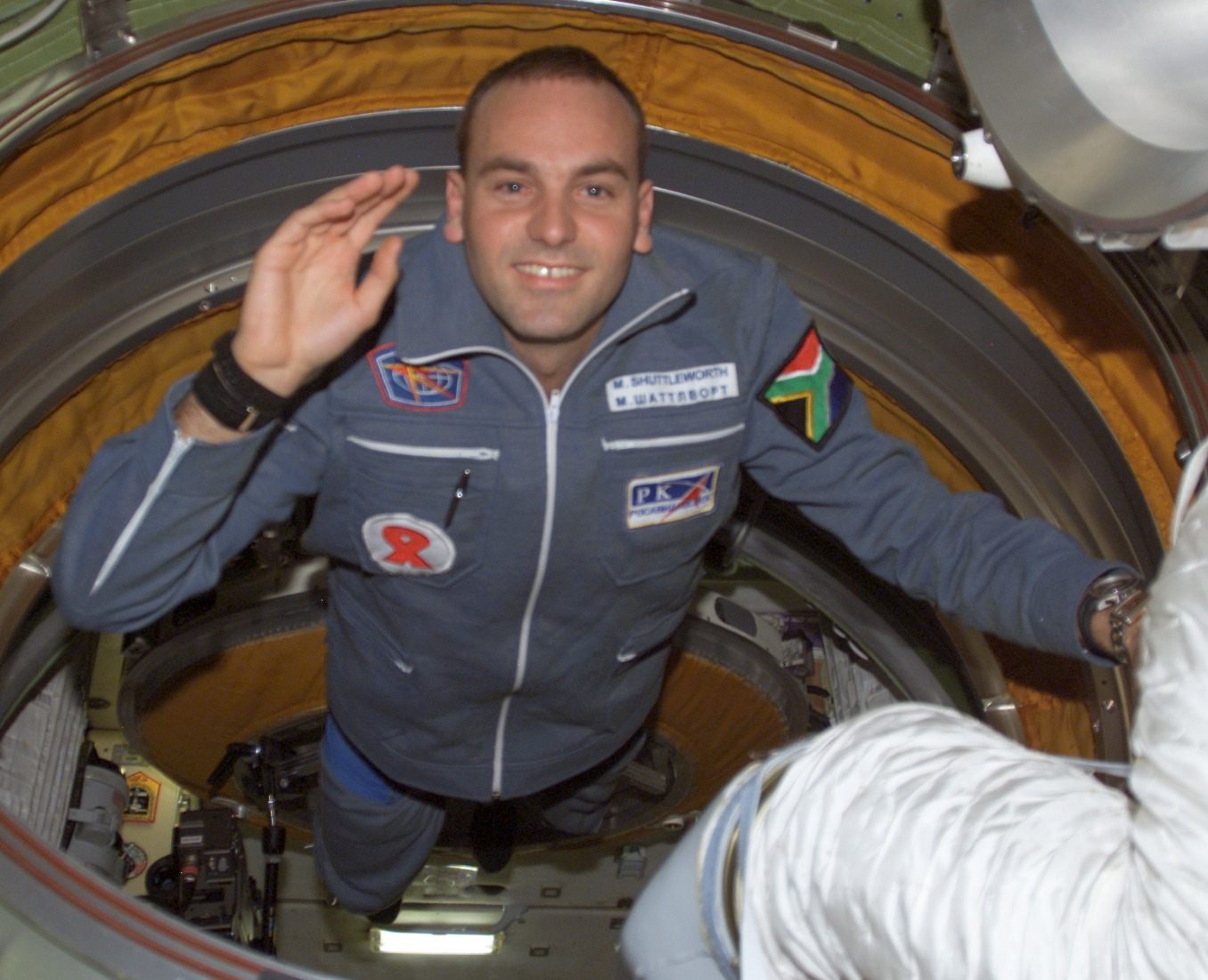
Mark Shuttleworth entre dans l'adaptateur pressurisé du bloc cargo fonctionnel (FGB) de la Station spatiale internationale (ISS).

Dans les années 1990, Shuttleworth participe, en tant que développeur, à Debian, une distribution GNU & Linux. En 2004, il fonde Canonical, une société qui participe activement au développement de Ubuntu, une distribution GNU/Linux basée sur Debian.
En 2001, il crée la Shuttleworth Foundation, une organisation à but non lucratif consacrée à l'innovation sociale. Elle participe aussi financièrement à des projets sud-africains d'éducation, de logiciels libres et de logiciels open-source. On peut citer notamment Freedom Toaster (en).
En 2005, il crée la fondation Ubuntu en investissant 10 millions de dollars. À travers le projet Ubuntu, Shuttleworth est souvent désigné ironiquement comme Self-Appointed Benevolent Dictator for Life, abrégé SABDFL (« dictateur bienveillant auto-désigné à vie »).
Le 15 octobre 2006, il devient le premier « patron » (mécène) de KDE, c'est en fait le plus haut niveau de parrainage possible de KDE e.V. (organisation à but non lucratif, supportant légalement le projet KDE).

## Ubuntu Edge
Le 23 juillet 2013, la société Canonical annonce Ubuntu Edge, projet de smartphone haut de gamme, dont la sortie en 2014 est conditionnée par une levée de fonds de 32 millions de dollars (USD). L'originalité de cette levée de fonds est qu'elle est supportée par un financement participatif (un appel aux donateurs privés) via un site de financement participatifs, « Indiegogo ». Canonical avait déjà communiqué au début de l'année 2013 sur sa volonté d'être un acteur de la téléphonie mobile, en proposant Ubuntu Touch (un OS pour mobile, adapté de la distribution Linux Ubuntu). À la fin du mois de juillet 2013, le projet « Ubuntu Edge » est spécifié, notamment grâce à des vidéos en ligne sur la page du financement Indiegogo. Dans la première vidéo, Mark Shuttleworth présente le détail du projet Ubuntu Edge.